# Burton Car Company

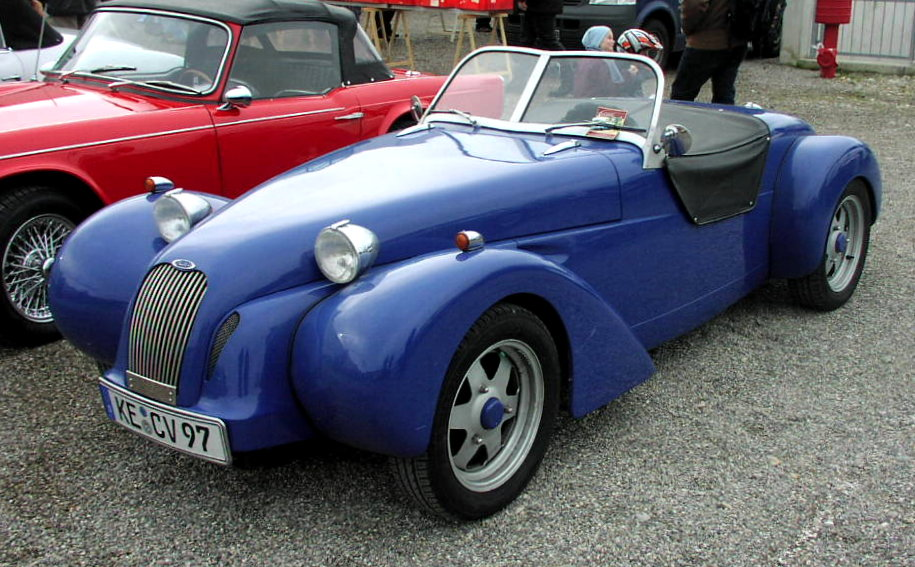
Front eines Burton

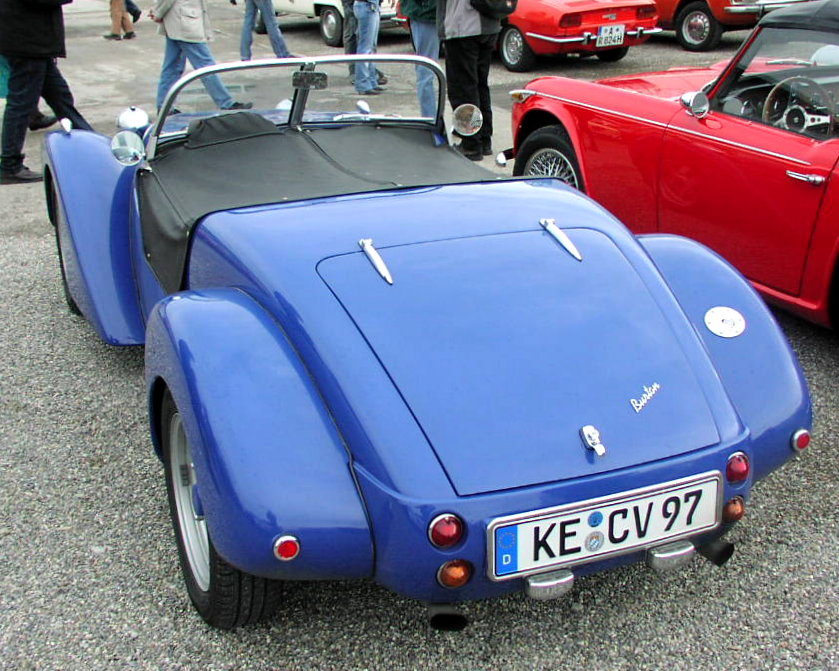
Heck eines Burton

Burton Car Company BV ist ein niederländischer Hersteller von Automobilen aus Zutphen.
Burton stellt Sportwagen vor, dessen Mechanik vom französischen Citroën 2CV stammt. Der Burton ist ein offener, klassisch aussehender Sportwagen auf dem Fahrgestell der „Ente“ mit einer modernen Karosserie aus GFK. Der Wagen wird als offener Zweisitzer gebaut, als Coupé mit Flügeltüren, oder mit einem nach Kundenwunsch hergestellten Verdeck.
Ende 1998 hatten Iwan und Dimitri Goebel mit dem Entwurf des Burton begonnen, den sie damals „Hunter“ nannten. Sie ließen sich von berühmten Sportwagen, wie Bugatti, Jaguar, Talbot-Lago, Delahaye oder Alfa Romeo, inspirieren. Nach 18 Monaten war der Prototyp fertig und am 9. Februar 2000 wurde die erste Karosserie aus der Form genommen. Im Mai 2000 wurde der Burton der niederländischen Kundschaft vorgestellt.
Im November 2022 wurde das Unternehmen an das, mit Restaurierung und Personalisierung spezialisierte, französische Unternehmen 2CV Mehari Club Cassis verkauft. Das Unternehmen wird weiter von den Göbel Brüdern geleitet.
Mit Stand 2022 wurden etwa 1400 Fahrzeuge ausgeliefert.
Burton importiert und vertreibt auch Lomax-Automobile.

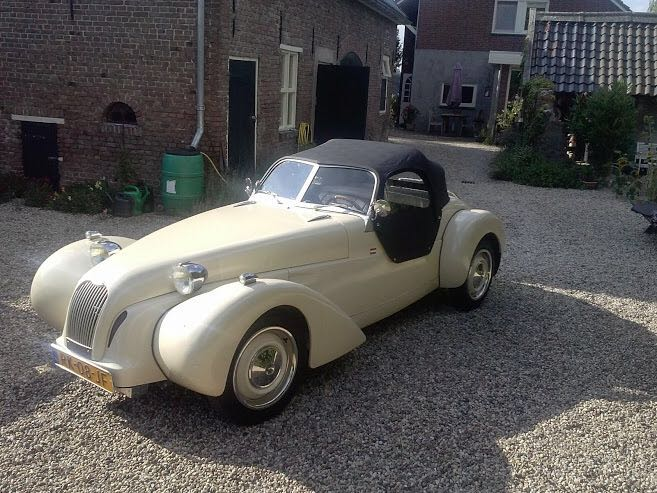
Burton mit Verdeck
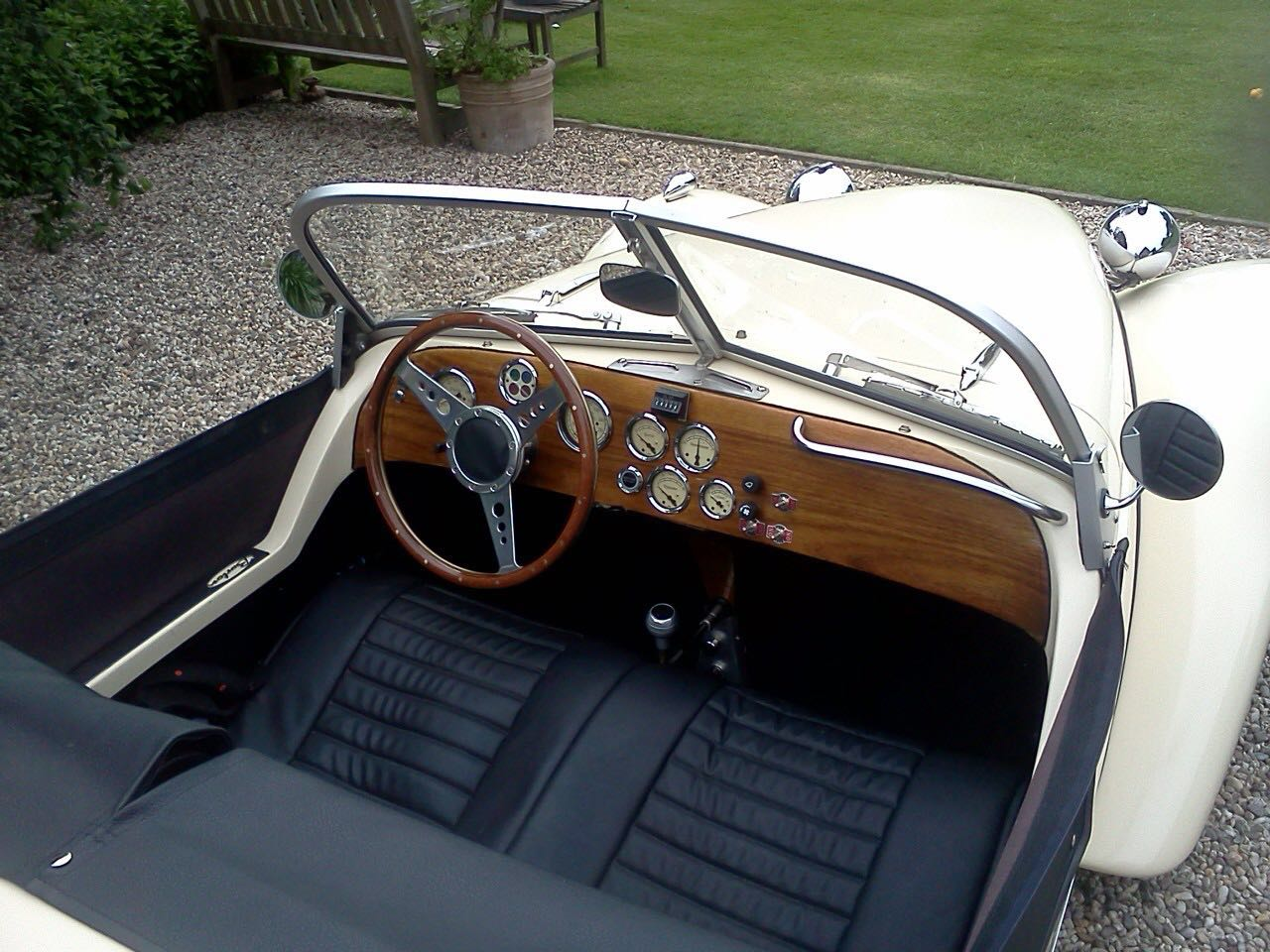
Interieur